# Ústřední přípravná komise
Ústřední přípravná komise byla orgánem, který koordinoval přípravu schémat pro II. vatikánský koncil. Založil ji papež Jan XXIII. 5. června 1960. Měla 120 členů, včetně kardinálů a biskupů, mezi nimiž byl i kardinál Giovanni Battista Montini (budoucí papež Pavel VI.), arcibiskup Marcel Lefebvre a kardinál Ottaviani, který komisi předsedal. 

## Spor o nominaci
Očekávalo se, že členové přípravných komisí, v nichž byla silně zastoupena římská kurie, budou potvrzeni jako většina v koncilních komisích. Na koncilu vystoupil starší francouzský kardinál Achille Liénart, který řekl, že biskupové nemohou rozumně hlasovat pro cizince. Požádal, aby bylo hlasování odloženo a všichni biskupové tak měli možnost sestavit vlastní seznamy. Německý kardinál Josef Frings tento návrh podpořil a hlasování bylo odloženo. Hned první zasedání koncilu bylo přerušeno po pouhých patnácti minutách.

## Členové
- Bernardus Johannes Alfrink
- Karl Joseph Alter
- Augustin Bea
- Octavio Beras Rojas
- Michael Browne
- John D'Alton
- Julius Döpfner
- Pericle Felici (Generální tajemník)
- Josef Frings
- Denis Hurley
- Franz König
- Marcel Lefebvre
- Paul-Émile Léger
- Achille Liénart
- Giovanni Battista Montini
- Alfredo Ottaviani – Předseda
- Jérôme Rakotomalala
- Joseph Ritter
- Ernesto Ruffini
- Leo Joseph Suenens
- Bernard Yago